# هانا ويلان
هانا كيت ويلان (بالإنجليزية: Hannah Kate Whelan) هي لاعبة جمباز فني بريطانية معتزلة ولدت في يوم 1 يوليو 1992 في سنغافورة. أبرز إنجازاتها هو فوزها بالميدالية الفضية في بطولة أوروبا وفازت بميداليتين برونزيتين أيضاً. كما فازت بميداليتين ذهبية وبرونزية في ألعاب الكومنولث.